# Walpole (Suffolk)
Walpole is een civil parish in het bestuurlijke gebied East Suffolk, in het Engelse graafschap Suffolk. In 2001 telde het dorp 215 inwoners.